# Coppella

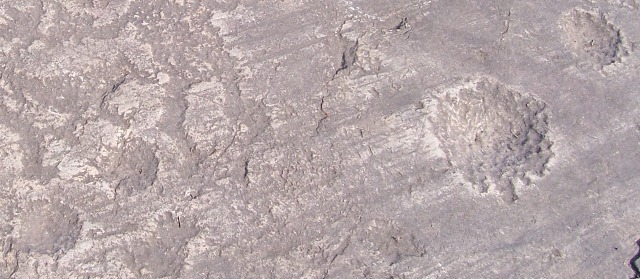
Coppelle, Parco di Seradina e Bedolina, Capo di Ponte.

La coppella è un incavo emisferico, generalmente del diametro di pochi centimetri, ricavato dall'uomo sulla superficie di basi rocciose normalmente piane o poco ripide, come affioramenti o massi erratici chiamati per l'appunto massi cupellari o pietre a scodella, di solito poste in posizione dominante e panoramica. In Italia sono presenti scavate sui massi di numerose zone anche molto lontane tra loro, in alcuni casi si rilevano isolate, in altri numerose, sulla medesima roccia.
Recenti indagini geologiche e archeologiche, effettuate nel 2023 a cura della Soprintendenza Archeologia, Belle Arti e Paesaggio e del Dipartimento di Scienze della Terra, dell'Ambiente e della Vita dell'università di Genova, hanno dimostrato che la presunta concentrazione di migliaia di coppelle nella zona del monte Roccerè, comune di Roccabruna, Valle Maira, è in realtà dovuta alla presenza di incavi naturali, secondo un interessante fenomeno di erosione tipico di aree periglaciali montane; tali incavi sono definiti scientificamente come weathering pits o gnammas.
In Piemonte, ritroviamo coppelle a Vignone, presso la Casa dei muli, alle spalle dei ruderi di un’antica cappella, sul Motto di Unchio, sull’Alpe di Prà, a Malesco, nella Valle Antrona, nella zona di Castelveccana, lungo il sentiero che conduce all’Alpe Curzelli, nei pressi di Peverano troviamo la Roc della Pratasera o Pera Pichera, a Cossano Canavese la pera tunda, e l'elenco potrebbe continuare per molte pagine.

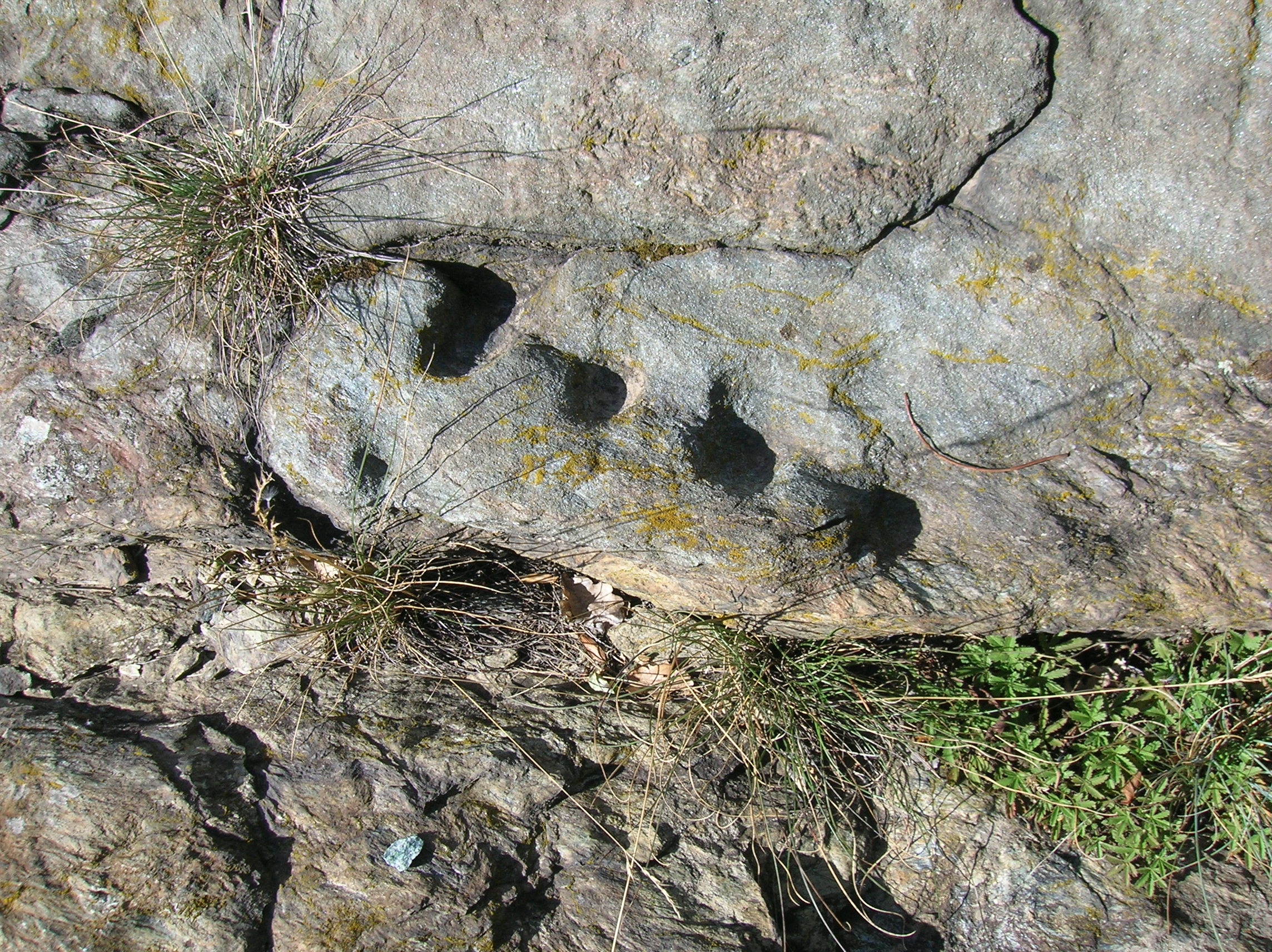
Coppelle allineate su una roccia nel geosito Ponte romano - Tsailleun, a Saint-Vincent, Valle d'Aosta.

Altre regioni interessate dal fenomeno sono: Valle d'Aosta, Liguria, Toscana (in Lunigiana e in Versilia, specie nel comune di Stazzema), Lombardia (in Valtellina nei pressi di Bormio, in Val Camonica e nel Comasco), Marche (promontorio del Conero) e Sardegna, soprattutto all'interno delle domus de janas,

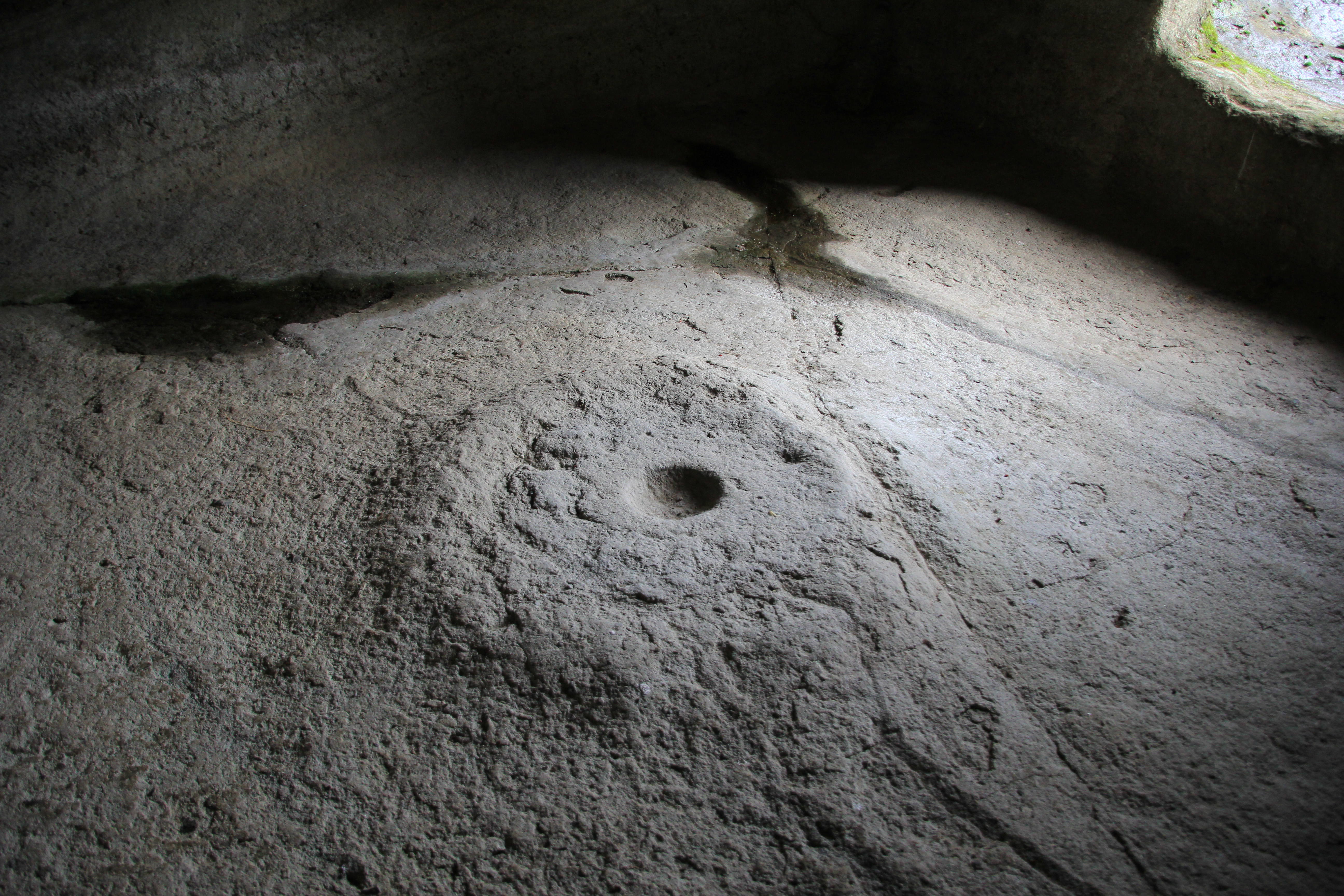
Coppella nella necropoli di Filigosa.

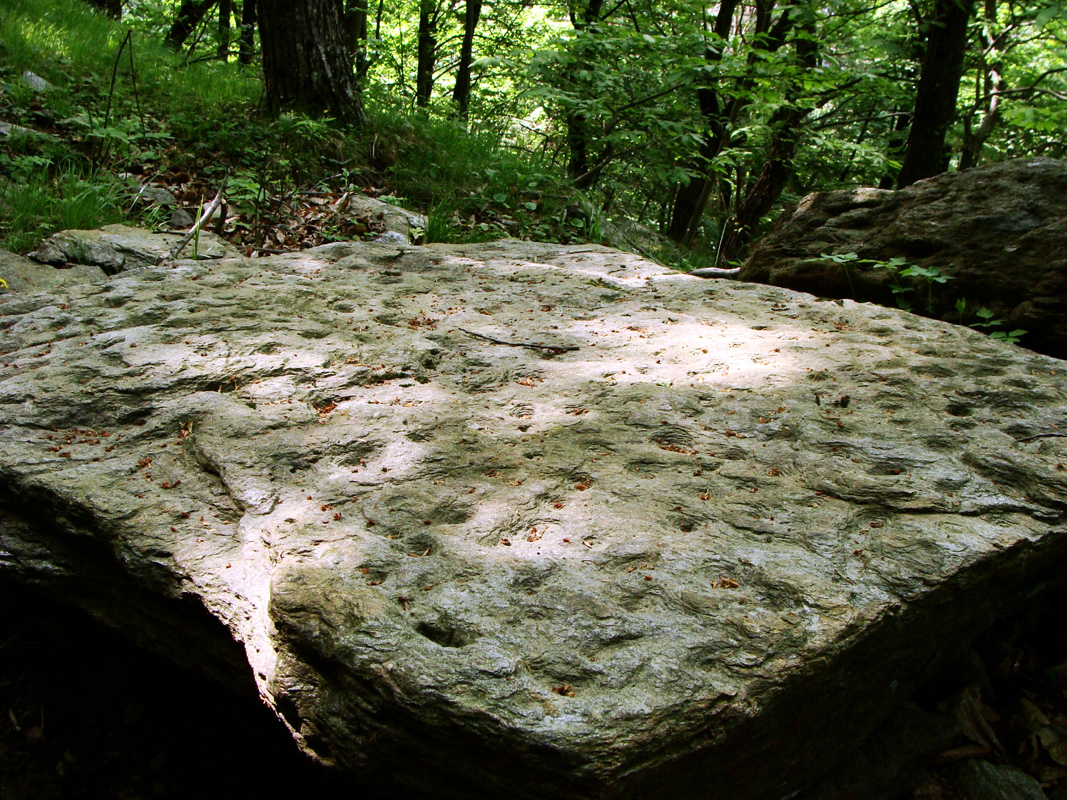
La pera crevolà, "pietra coppellata" in Val Susa.

## Etimologia
Il termine coppella deriva dal latino cupella, che indicava un vasetto per le conserve di frutta, a sua volta diminutivo di cupa, che significa botte / barile, e appartiene allo stesso ambito semantico di copa (ostessa) e caupona (osteria).
In italiano indica un contenitore di materiale poroso e refrattario (osso calcinato e macinato) utilizzato per saggiare e raffinare oro e argento. Il termine coppella è utilizzato anche, nel linguaggio tecnico attuale, per indicare rivestimenti per l'isolamento termico di tubi.
A Roma le coppelle erano piccoli contenitori di legno per acqua, vino, aceto, che hanno dato nome a una piccola zona del rione sant'Eustachio dove venivano fabbricate, attorno alla chiesa di San Salvatore alle Coppelle.

## Datazione
Sembra che le incisioni a coppella più antiche risalgano al Mesolitico, sono frequenti nel Neolitico ma principalmente si fanno risalire all'età del bronzo. Quelle più profonde, regolari e chiaramente realizzate con oggetti metallici, di solito collegate da canaletti, sono databili all'età del ferro e quindi le più recenti. Resta comunque difficile la datazione con le usuali tecniche, in quanto solitamente non sono direttamente collegate con altri ritrovamenti.

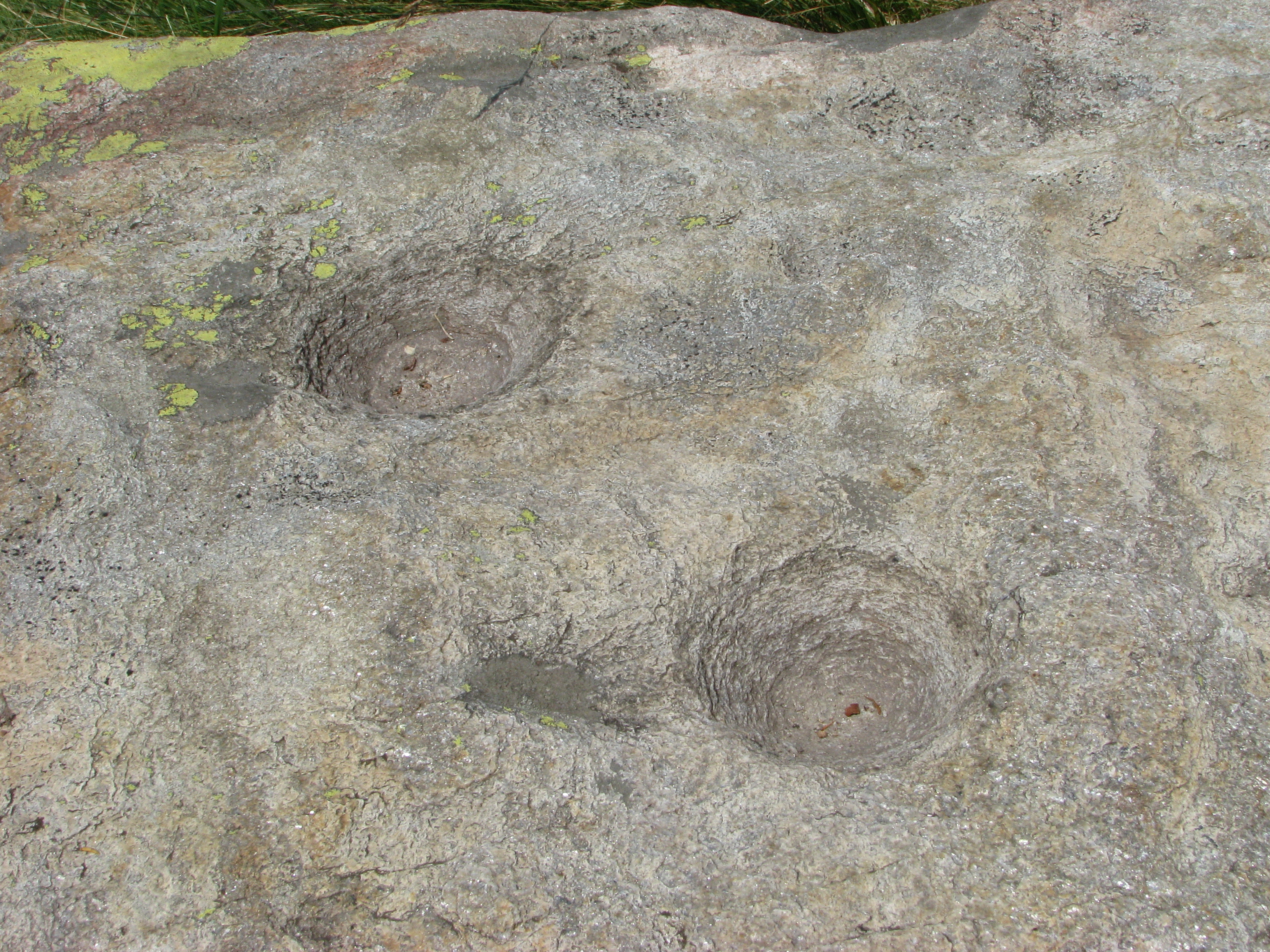
Particolare di coppelle su una pietra a Lillianes.

## Significato
Le incisioni a coppella sono presenti in varie culture preistoriche e no, ma il loro reale significato rimane per ora un mistero. È quasi sicuro che queste scodelle scavate nella roccia fossero legate a qualche tipo di culto ancestrale, legato alla natura. Le ipotesi più plausibili sono quelle di culti legati all'acqua (le coppelle dovevano raccogliere l'acqua piovana e fecondare la terra) o di altari sacrificali per raccogliere il sangue delle vittime.
Nel primo caso la roccia coppellata diviene immagine ed espressione del ventre umido della dea, come afferma la Gimbutas. Questo è testimoniato da molte tradizioni popolari per le quali le acque raccolte nelle coppelle venivano utilizzate, ancora fino al secolo scorso, dalle donne per bagnarsi il ventre affinché favorissero la fertilità. Secondo tale ipotesi, come affermato anche da Fabio Copiatti e Andrea Romanazzi, saggisti e studiosi del fenomeno in Italia, la realizzazione della cavità era un modo di riproporre l’immagine della stessa divinità naturale nella quale, poi, raccogliere il suo “umore”.  Altri studiosi invece associano la coppella al culto dei morti, da cui il legame con l'altare sacrificale: infatti sono state ritrovate spesso anche su lastre tombali e sepolture, probabilmente con il fine simbolico di assicurare al defunto nuova vita.
Si è pensato anche che le incisioni potessero raccogliere grassi vegetali o animali per creare fuochi visibili, data la posizione dominante di gran parte dei siti.
In almeno un caso (a Lillianes, in Valle d'Aosta) la disposizione delle coppelle ricalca fedelmente una costellazione. Quasi sempre le coppelle sono legate a primitivi culti del sole e alla fecondità della terra. Scavare una pietra, ove si raccoglie l'acqua che assieme al sole è fondamentale alla vita animale e vegetale, era per l'uomo un atto sacrale. In qualche caso si sono trovate coppelle scavate su pietre di copertura di sepolture e forse in questi casi le coppelle venivano riempite di grasso per accendere piccoli fuochi; quasi una preghiera a quel "Sole" affinché facesse rinascere il morto, così come faceva con il seme che depositato nella terra moriva e rinasceva in una nuova piantina. Forse da questa usanza ne è derivata l'altra, oggi moderna, di accendere lumini ai morti.
L'altra interpretazione ipotizza che in alcuni casi l'esecuzione delle coppelle sia il risultato di microescavazioni per procurarsi da determinate rocce il minerale stesso ritenuto taumaturgico; in questo caso la coppella non sarebbe "il fine", ma il "risultato" dell'azione stessa.